# Fed Cup 2010 Spareggi Gruppo Mondiale II
I World Group II Play-offs 2010 sono gli spareggi che collegano il World Group II e i gruppi zonali (rispettivamente il secondo e terzo livello di competizione) della Fed Cup 2010.
Le 4 squadre sconfitte nel World Group II (Polonia, Spagna, Argentina e Cina) disputano i play-off contro le 4 squadre qualificate dai rispettivi gruppi zonali (Slovenia e Svezia per la zona Euro-africana, Giappone per la zona Asia/Oceania, Canada per le Americhe). Le vincitrici vengono incluse nel World Group II della successiva edizione, le sconfitte vengono retrocesse nei gruppi zonali.

## Accoppiamenti
Le partite si disputano fra il 24 e il 26 aprile 2010.
- Polonia vs  Spagna
- Svezia vs  Cina
- Canada vs  Argentina
- Slovenia vs  Giappone

### Polonia vs. Spagna
| Polonia 1 | Sopot Tennis Club, Sopot, Polonia 24 aprile - 25 aprile 2010 | Sopot Tennis Club, Sopot, Polonia 24 aprile - 25 aprile 2010                           | Spagna 4 |     |   |  |
| \| \| \| \| 1 \| 2 \| 3 \| \| \| - \| \| -------------------------------------------------------------------------------------- \| ---- \| --- \| - \| \| \| 1 \| \| Agnieszka Radwańska Carla Suárez Navarro \| 6 3 \| 6 1 \| \| \| \| 2 \| \| Marta Domachowska María José Martínez Sánchez \| 65 7 \| 2 6 \| \| \| \| 3 \| \| Agnieszka Radwańska María José Martínez Sánchez \| 3 6 \| 4 6 \| \| \| \| 4 \| \| Marta Domachowska Carla Suárez Navarro \| 3 6 \| 2 6 \| \| \| \| 5 \| \| Klaudia Jans-Ignacik / Alicja Rosolska Nuria Llagostera Vives / Arantxa Parra Santonja \| 2 6 \| 4 6 \| \| \| |                                                              |                                                                                        |          |     |   |  |
| |                                                              |                                                                                        | 1        | 2   | 3 |  |
| 1 | Polonia (bandiera) · Spagna (bandiera)                       | Agnieszka Radwańska Carla Suárez Navarro                                               | 6 3      | 6 1 |   |  |
| 2 | Polonia (bandiera) · Spagna (bandiera)                       | Marta Domachowska María José Martínez Sánchez                                          | 65 7     | 2 6 |   |  |
| 3 | Polonia (bandiera) · Spagna (bandiera)                       | Agnieszka Radwańska María José Martínez Sánchez                                        | 3 6      | 4 6 |   |  |
| 4 | Polonia (bandiera) · Spagna (bandiera)                       | Marta Domachowska Carla Suárez Navarro                                                 | 3 6      | 2 6 |   |  |
| 5 | Polonia (bandiera) · Spagna (bandiera)                       | Klaudia Jans-Ignacik / Alicja Rosolska Nuria Llagostera Vives / Arantxa Parra Santonja | 2 6      | 4 6 |   |  |

### Svezia vs. Cina
| Svezia 3 | Idrottens Hus, Helsingborg, Svezia 25 aprile - 26 aprile 2010 | Idrottens Hus, Helsingborg, Svezia 25 aprile - 26 aprile 2010 | Cina 2 |     |     |  |
| \| \| \| \| 1 \| 2 \| 3 \| \| \| - \| \| ---------------------------------------------------------- \| ---- \| --- \| --- \| \| \| 1 \| \| Johanna Larsson Peng Shuai \| 6 2 \| 6 4 \| \| \| \| 2 \| \| Sofia Arvidsson Zhang Shuai \| 6 4 \| 6 3 \| \| \| \| 3 \| \| Sofia Arvidsson Peng Shuai \| 7 65 \| 1 6 \| 6 8 \| \| \| 4 \| \| Johanna Larsson Zhang Shuai \| 2 6 \| 6 2 \| 6 3 \| \| \| 5 \| \| Ellen Allgurin / Johanna Larsson Han Xinyun / Zhou Yi-Miao \| 3 6 \| 2 6 \| \| \| |                                                               |                                                               |        |     |     |  |
| |                                                               |                                                               | 1      | 2   | 3   |  |
| 1 | Svezia (bandiera) · Cina (bandiera)                           | Johanna Larsson Peng Shuai                                    | 6 2    | 6 4 |     |  |
| 2 | Svezia (bandiera) · Cina (bandiera)                           | Sofia Arvidsson Zhang Shuai                                   | 6 4    | 6 3 |     |  |
| 3 | Svezia (bandiera) · Cina (bandiera)                           | Sofia Arvidsson Peng Shuai                                    | 7 65   | 1 6 | 6 8 |  |
| 4 | Svezia (bandiera) · Cina (bandiera)                           | Johanna Larsson Zhang Shuai                                   | 2 6    | 6 2 | 6 3 |  |
| 5 | Svezia (bandiera) · Cina (bandiera)                           | Ellen Allgurin / Johanna Larsson Han Xinyun / Zhou Yi-Miao    | 3 6    | 2 6 |     |  |

### Canada vs. Argentina
| Canada 5 | Uniprix Stadium, Montréal, Canada 24 aprile - 25 aprile 2010 | Uniprix Stadium, Montréal, Canada 24 aprile - 25 aprile 2010          | Argentina 0 |     |     |  |
| \| \| \| \| 1 \| 2 \| 3 \| \| \| - \| \| --------------------------------------------------------------------- \| --- \| --- \| --- \| \| \| 1 \| \| Aleksandra Wozniak Paula Ormaechea \| 6 4 \| 6 2 \| \| \| \| 2 \| \| Valérie Tétreault Jorgelina Cravero \| 6 4 \| 6 3 \| \| \| \| 3 \| \| Aleksandra Wozniak Jorgelina Cravero \| 6 4 \| 6 4 \| \| \| \| 4 \| \| Valérie Tétreault Paula Ormaechea \| 6 7 \| 6 1 \| 6 1 \| \| \| 5 \| \| Sharon Fichman / Marie-Ève Pelletier Aranza Salut / Jorgelina Cravero \| 6 4 \| 6 2 \| \| \| |                                                              |                                                                       |             |     |     |  |
| |                                                              |                                                                       | 1           | 2   | 3   |  |
| 1 | Canada (bandiera) · Argentina (bandiera)                     | Aleksandra Wozniak Paula Ormaechea                                    | 6 4         | 6 2 |     |  |
| 2 | Canada (bandiera) · Argentina (bandiera)                     | Valérie Tétreault Jorgelina Cravero                                   | 6 4         | 6 3 |     |  |
| 3 | Canada (bandiera) · Argentina (bandiera)                     | Aleksandra Wozniak Jorgelina Cravero                                  | 6 4         | 6 4 |     |  |
| 4 | Canada (bandiera) · Argentina (bandiera)                     | Valérie Tétreault Paula Ormaechea                                     | 6 7         | 6 1 | 6 1 |  |
| 5 | Canada (bandiera) · Argentina (bandiera)                     | Sharon Fichman / Marie-Ève Pelletier Aranza Salut / Jorgelina Cravero | 6 4         | 6 2 |     |  |

### Slovenia vs. Giappone
| Slovenia 4 | Ljudski vrt - Dvorana Lukna, Maribor, Slovenia 24 aprile - 25 aprile 2010 | Ljudski vrt - Dvorana Lukna, Maribor, Slovenia 24 aprile - 25 aprile 2010 | Giappone 1 |      |     |  |
| \| \| \| \| 1 \| 2 \| 3 \| \| \| - \| \| -------------------------------------------------------------- \| --- \| ---- \| --- \| \| \| 1 \| \| Katarina Srebotnik Kimiko Date-Krumm \| 7 5 \| 6 1 \| \| \| \| 2 \| \| Polona Hercog Ayumi Morita \| 3 6 \| 6 1 \| 6 3 \| \| \| 3 \| \| Polona Hercog Kimiko Date-Krumm \| 4 6 \| 2 6 \| \| \| \| 4 \| \| Katarina Srebotnik Ayumi Morita \| 6 1 \| 6 4 \| \| \| \| 5 \| \| Tadeja Majerič / Maša Zec Peškirič Rika Fujiwara / Yurika Sema \| 6 4 \| 61 7 \| 6 3 \| \| |                                                                           |                                                                           |            |      |     |  |
| |                                                                           |                                                                           | 1          | 2    | 3   |  |
| 1 | Slovenia (bandiera) · Giappone (bandiera)                                 | Katarina Srebotnik Kimiko Date-Krumm                                      | 7 5        | 6 1  |     |  |
| 2 | Slovenia (bandiera) · Giappone (bandiera)                                 | Polona Hercog Ayumi Morita                                                | 3 6        | 6 1  | 6 3 |  |
| 3 | Slovenia (bandiera) · Giappone (bandiera)                                 | Polona Hercog Kimiko Date-Krumm                                           | 4 6        | 2 6  |     |  |
| 4 | Slovenia (bandiera) · Giappone (bandiera)                                 | Katarina Srebotnik Ayumi Morita                                           | 6 1        | 6 4  |     |  |
| 5 | Slovenia (bandiera) · Giappone (bandiera)                                 | Tadeja Majerič / Maša Zec Peškirič Rika Fujiwara / Yurika Sema            | 6 4        | 61 7 | 6 3 |  |

## Verdetti
- Promosse nel World Group II: Spagna, Svezia, Canada, Slovenia
- Retrocesse nei gruppi zonali: Polonia, Cina, Argentina, Giappone